# Jerrold Meinwald
Jerrold Meinwald (Nova Iorque, 16 de janeiro de 1927 - Ithaca, 23 de abril de 2018) foi um químico estadunidense. Conhecido por seu trabalho sobre ecologia química, área de pesquisa que desenvolveu com Thomas Eisner.
Foi professor emérito da cátedra Goldwin Smith de Química da Universidade Cornell.

## Publicações
- Eisner, T, & Meinwald, J, Eds. (1995) Chemical Ecology: The Chemistry of Biotic Interaction. National Academy Press.